# Lake Arrowhead (Misuri)
Lake Arrowhead es un lugar designado por el censo ubicado en el condado de Clinton en el estado estadounidense de Misuri. En el Censo de 2020 tenía una población de 363 habitantes y una densidad poblacional de 95,78 habitantes por km². Fue incluido como CDP en el censo de 2020. 

## Geografía
Lake Arrowhead se encuentra ubicado en las coordenadas 39°28′59″N 94°19′00″O / 39.48306, -94.31667.Según la Oficina del Censo de los Estados Unidos,  tiene una superficie total de 3,79 km², de la cual 3,33 km² corresponden a tierra firme y 0,46 km² a agua.